# Du verbe aimer
Pour plus de détails, voir Fiche technique et Distribution.
Du verbe aimer est un film belgo-péruvien réalisé par Mary Jimenez et sorti en 1984.

## Synopsis
Elle avait tout fait pour gagner l’amour de sa mère. Elle avait été première à l’école, et elle avait appris à dessiner, jouer de la musique, devenir architecte. Elle avait tout fait pour devenir l’image du désir de sa mère. Tout jusqu’à devenir une autre qu’elle-même, jusqu’à une maison de santé, les électrochocs, jusqu’à comprendre qu’il n’y aurait pas de salut, pour elle, dans ce façonnement infini de son être. Pour devenir l’objet du désir de l’autre. Elle décide un jour pour la première fois, de suivre ses propres désirs, abandonne l’architecture et vient en Europe étudier le cinéma. Elle est convaincue, alors qu’elle verra ses films, que sa mère l’aimera à nouveau. Mais un jour avant le tournage de son film, sa mère meurt dans un accident.